# Omar Marmoush
Omar Khaled Mohamed Abd Elsala Marmoush (tiếng Ả Rập: عمر خالد محمد عبد السلا مرموش, sinh ngày 7 tháng 2 năm 1999) là một cầu thủ bóng đá chuyên nghiệp người Ai Cập hiện đang thi đấu ở vị trí tiền đạo cho câu lạc bộ Premier League Manchester City và đội tuyển bóng đá quốc gia Ai Cập.

## Sự nghiệp câu lạc bộ

### Wadi Degla
Marmoush khởi đầu sự nghiệp cầu thủ chuyên nghiệp cho Wadi Degla tại Giải bóng đá Ngoại hạng Ai Cập vào ngày 8 tháng 7 năm 2016 khi vào sân thay người trong trận thắng 3–2 trước Al Ittihad Alexandria Club. Anh đã ra sân tổng cộng 16 lần và ghi hai bàn thắng cho Wadi Degla trước khi chuyển đến VfL Wolfsburg II vào năm 2017.

### VfL Wolfsburg
Vào ngày 26 tháng 5 năm 2020, Marmoush đã có trận ra mắt chuyên nghiệp cho Wolfsburg trong chiến thắng 4–1 tại Bundesliga trước Bayer Leverkusen tại BayArena. Marmoush đã ký hợp đồng chuyên nghiệp đầu tiên của mình cho câu lạc bộ vào ngày 23 tháng 6 năm 2020. Vào ngày 5 tháng 8 năm 2020, anh đã có trận ra mắt châu Âu trong trận thua 3–0 trước Shakhtar Donetsk ở vòng 16 đội UEFA Europa League.

#### Cho mượn tại FC St. Pauli
Vào ngày 5 tháng 1 năm 2021, Marmoush được cho mượn tại FC St. Pauli trong phần còn lại của mùa giải. Anh đã chơi 21 trận và ghi 7 bàn cho câu lạc bộ.

#### Cho mượn tại VfB Stuttgart
Vào ngày 30 tháng 8 năm 2021, Marmoush gia nhập câu lạc bộ VfB Stuttgart dưới dạng cho mượn cho đến cuối mùa giải. Anh đã ghi bàn gỡ hòa vào phút cuối trước Eintracht Frankfurt trong trận ra mắt. Sau đó, anh được vinh danh là cầu thủ tân binh xuất sắc nhất tháng của Bundesliga vào tháng 9 năm 2021. Vào ngày 11 tháng 12 năm 2021, Marmoush đối mặt với câu lạc bộ chủ quản Wolfsburg và lập pha kiến tạo cho bàn thắng của Konstantinos Mavropanos và ở phút thứ 79, anh đã sút trượt quả phạt đền sau khi cú panenka của mình chạm xà ngang. Marmoush cũng được vinh danh là Cầu thủ tân binh Bundesliga xuất sắc nhất tháng vào tháng 3 năm 2022. Anh đã ghi 3 bàn thắng sau 21 trận cho câu lạc bộ.

#### Quay trở lại Wolfsburg
Marmoush đã trở lại Wolfsburg sau mùa giải đột phá tại Bundesliga với Stuttgart và được trao chiếc áo số 33.
Vào ngày 30 tháng 7 năm 2022, Marmoush ghi bàn thắng đầu tiên cho Wolfsburg trong trận đấu vòng một DFB-Pokal để giúp đội giành chiến thắng 1–0 trước Carl Zeiss Jena. Marmoush ghi bàn thắng đầu tiên tại Bundesliga cho câu lạc bộ trong chiến thắng 3–2 trước câu lạc bộ cho mượn trước đây, VfB Stuttgart. Vào ngày 24 tháng 1 năm 2023, Marmoush ghi bàn thắng đầu tiên trong năm 2023 trong chiến thắng 5–0 trước đội đang vật lộn để trụ hạng là Hertha BSC. Marmoush lại ám ảnh câu lạc bộ cũ Stuttgart của mình khi anh ghi bàn thắng duy nhất trong chiến thắng 1–0 tại MHPArena. Marmoush kết thúc mùa giải với 36 lần ra sân, 6 bàn thắng và 1 pha kiến tạo trên mọi đấu trường.

### Eintracht Frankfurt
Vào ngày 15 tháng 5 năm 2023, Marmoush gia nhập Eintracht Frankfurt theo dạng chuyển nhượng tự do trước mùa giải 2023–24 và mặc áo số 7.
Vào ngày 13 tháng 8 năm 2023, Marmoush ghi bàn thắng đầu tiên cho Frankfurt trong chiến thắng 7–0 trước 1. FC Lokomotive Leipzig ở vòng đầu tiên của DFB-Pokal. Vào ngày 27 tháng 8 năm 2023, Marmoush ghi bàn thắng đầu tiên cho Frankfurt tại Bundesliga trong trận hòa 1–1 trước 1. FSV Mainz 05. Vào ngày 21 tháng 9, anh ghi bàn thắng đầu tiên tại đấu trường châu Âu khi lập một quả phạt đền thành công để giúp câu lạc bộ giành chiến thắng 2–1 trước Aberdeen tại Europa Conference League. Marmoush đã có một mùa giải ra mắt tuyệt vời khi ghi được 16 bàn thắng sau 37 lần ra sân trên mọi đấu trường. Anh đã trở thành tâm điểm chuyển nhượng từ các câu lạc bộ Premier League như Arsenal, Liverpool, Newcastle và Tottenham vì mùa giải ra mắt tuyệt vời của anh cho Die Adler (Những chú đại bàng). Marmoush ghi một cú đúp trong trận hòa 3–3 của Frankfurt với Borussia Dortmund và một bàn thắng trong chiến thắng vang dội 5–1 của câu lạc bộ trước Bayern. Với 12 bàn thắng trong mùa giải Bundesliga 2023–24, Marmoush đã trở thành cầu thủ ghi bàn nhiều thứ ba đến từ châu Phi.
Marmoush đã đóng góp 6 bàn thắng và 3 pha kiến tạo vào tháng 9 và giành giải Cầu thủ xuất sắc nhất tháng của Bundesliga. Trong tháng đó, anh đã ghi một cú đúp trong chiến thắng 2–1 trước câu lạc bộ cũ của mình là VfL Wolfsburg và ghi những bàn thắng quyết định trong các trận đấu với Borussia Mönchengladbach và Holstein Kiel, vượt qua Harry Kane để trở thành cầu thủ ghi nhiều bàn thắng nhất của giải đấu trong giai đoạn đó.
Tại Europa League, Marmoush đã có những đóng góp đáng kể, bao gồm một quả phạt đền thành công trước Beşiktaş và các bàn thắng từ cú đá phạt vào lưới Slavia Praha và Midtjylland. Ngoài ra, anh được biết đến rộng rãi hơn qua những bàn thắng từ các tình huống cố định, chẳng hạn như ba bàn thắng từ cú đá phạt liên tiếp vào tháng 11.
Marmoush đã hoàn thành nửa đầu mùa giải Bundesliga 2024–25 với tư cách là cầu thủ ghi nhiều bàn thắng thứ hai, sau Kane, với 15 bàn thắng, phá vỡ kỷ lục trước đó của câu lạc bộ anh tại vòng lượt đi của Theofanis Gekas lập vào mùa giải 2010–11.

### Manchester City
Vào ngày 23 tháng 1 năm 2025, Marmoush đã ký hợp đồng bốn năm rưỡi với câu lạc bộ Manchester City tại Premier League với mức phí được báo cáo là 70 triệu euro. Vào ngày 15 tháng 2, anh ghi ba bàn thắng đầu tiên cho City trong chiến thắng 4–0 trên sân nhà trước Newcastle United và cũng lập hat-trick đầu tiên trong sự nghiệp.

## Sự nghiệp quốc tế

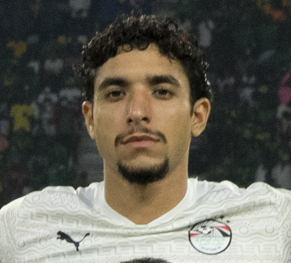
Marmoush trong màu áo Ai Cập năm 2022

Marmoush có mặt trong đội hình Ai Cập tham dự Cúp bóng đá U-20 châu Phi 2017 tại Zambia. Anh đã ra sân hai lần trong giải đấu nhưng phải giã từ khỏi giải đấu sớm sau khi Ai Cập bị loại ở vòng bảng.
Marmoush cũng đủ điều kiện để chơi cho Canada trước khi trở thành thủ quân cho đội tuyển bóng đá quốc gia Ai Cập vào tháng 10 năm 2021.
Vào ngày 8 tháng 10 năm 2021, Marmoush đã ghi bàn trong trận ra mắt cho đội tuyển quốc gia Ai Cập trong chiến thắng 1–0 trước Libya.
Vào ngày 29 tháng 12 năm 2021, Marmoush có mặt trong đội hình 28 cầu thủ của Ai Cập tham dự Cúp bóng đá châu Phi 2021. Anh đã chơi cả ba trận đấu vòng bảng cũng như cả bốn trận đấu vòng loại trực tiếp trên con đường đến trận chung kết gặp Sénégal. Ai Cập nhận thất bại với với tỷ số thua 4–2 trên chấm luân lưu.
Vào ngày 19 tháng 3 năm 2022, Marmoush được triệu tập cho các trận đấu vòng 3 vòng loại World Cup 2022 của Ai Cập gặp Sénégal. Anh đã chơi trong cả hai trận đấu khi Ai Cập bị đánh bại 3–1 trên chấm phạt đền và bị loại khỏi vòng chung kết World Cup. Vào ngày 27 tháng 9, Marmoush đã ghi bàn thắng mở tỷ số khi Ai Cập đánh bại Liberia 3–0 trong một trận giao hữu.
Vào ngày 24 tháng 3 năm 2023, Marmoush ghi bàn thắng thứ hai cho Ai Cập trong chiến thắng 2–0 trước Malawi trong vòng loại Cúp bóng đá châu Phi 2023. Bốn ngày sau, anh ghi bàn trong chiến thắng 4–0 trên sân khách trước cùng đối thủ. Tại Cúp bóng đá châu Phi 2023, Marmoush ghi bàn gỡ hòa trong trận hòa 2–2 trước Ghana để giúp Ai Cập giành quyền vào vòng 16 đội.

## Đời tư
Ngoài quốc tịch Ai Cập, Marmoush còn có quốc tịch Canada thông qua cha mẹ là người Canada gốc Ai Cập, những người đã sống ở Canada trong sáu năm trước khi định cư tại Cairo, nơi Marmoush lớn lên và bắt đầu chơi bóng đá trẻ tại học viện trẻ của câu lạc bộ Wadi Degla.

## Thống kê sự nghiệp

### Câu lạc bộ
Tính đến 30 tháng 3 năm 2025
| Câu lạc bộ           | Mùa giải            | Giải đấu                | Giải đấu | Giải đấu | Cúp quốc gia | Cúp quốc gia | Châu lục | Châu lục | Tổng cộng | Tổng cộng |
| Câu lạc bộ           | Mùa giải            | Hạng đấu                | Trận     | Bàn      | Trận         | Bàn          | Trận     | Bàn      | Trận      | Bàn       |
| -------------------- | ------------------- | ----------------------- | -------- | -------- | ------------ | ------------ | -------- | -------- | --------- | --------- |
| Wadi Degla           | 2015–16             | Egyptian Premier League | 1        | 0        | 0            | 0            | —        | —        | 1         | 0         |
| Wadi Degla           | 2016–17             | Egyptian Premier League | 15       | 2        | 2            | 1            | —        | —        | 17        | 3         |
| Wadi Degla           | Tổng cộng           | Tổng cộng               | 16       | 2        | 2            | 1            | —        | —        | 18        | 3         |
| VfL Wolfsburg II     | 2017–18             | Regionalliga Nord       | 14       | 1        | —            | —            | —        | —        | 14        | 1         |
| VfL Wolfsburg II     | 2018–19             | Regionalliga Nord       | 5        | 0        | —            | —            | —        | —        | 5         | 0         |
| VfL Wolfsburg II     | 2019–20             | Regionalliga Nord       | 15       | 9        | —            | —            | —        | —        | 15        | 9         |
| VfL Wolfsburg II     | 2020–21             | Regionalliga Nord       | 2        | 1        | —            | —            | —        | —        | 2         | 1         |
| VfL Wolfsburg II     | Tổng cộng           | Tổng cộng               | 36       | 11       | —            | —            | —        | —        | 36        | 11        |
| VfL Wolfsburg        | 2019–20             | Bundesliga              | 5        | 0        | 1            | 0            | 1        | 0        | 7         | 0         |
| VfL Wolfsburg        | 2020–21             | Bundesliga              | 1        | 0        | 2            | 0            | —        | —        | 3         | 0         |
| VfL Wolfsburg        | 2021–22             | Bundesliga              | 2        | 0        | 0            | 0            | —        | —        | 2         | 0         |
| VfL Wolfsburg        | 2022–23             | Bundesliga              | 33       | 5        | 3            | 1            | —        | —        | 36        | 6         |
| VfL Wolfsburg        | Tổng cộng           | Tổng cộng               | 41       | 5        | 6            | 1            | 1        | 0        | 48        | 6         |
| FC St. Pauli (mượn)  | 2020–21             | 2. Bundesliga           | 21       | 7        | 0            | 0            | —        | —        | 21        | 7         |
| VfB Stuttgart (mượn) | 2021–22             | Bundesliga              | 21       | 3        | 0            | 0            | —        | —        | 21        | 3         |
| Eintracht Frankfurt  | 2023–24             | Bundesliga              | 29       | 12       | 3            | 1            | 9        | 4        | 41        | 17        |
| Eintracht Frankfurt  | 2024–25             | Bundesliga              | 17       | 15       | 3            | 1            | 6        | 4        | 26        | 20        |
| Eintracht Frankfurt  | Tổng cộng           | Tổng cộng               | 46       | 27       | 6            | 2            | 15       | 8        | 67        | 37        |
| Manchester City      | 2024–25             | Premier League          | 7        | 4        | 2            | 1            | 2        | 0        | 11        | 5         |
| Tổng cộng sự nghiệp  | Tổng cộng sự nghiệp | Tổng cộng sự nghiệp     | 188      | 59       | 16           | 5            | 18       | 8        | 222       | 72        |

1. ↑  Bao gồm Egypt Cup, DFB-Pokal và FA Cup
2. 1 2  Số lần ra sân tại UEFA Europa League
3. ↑  Số lần ra sân tại UEFA Europa Conference League
4. ↑  Số lần ra sân tại UEFA Champions League

### Quốc tế
Tính đến 25 tháng 3 năm 2025
| Đội tuyển quốc gia | Năm       | Trận | Bàn |
| ------------------ | --------- | ---- | --- |
| Ai Cập             | 2021      | 2    | 1   |
| Ai Cập             | 2022      | 13   | 1   |
| Ai Cập             | 2023      | 9    | 2   |
| Ai Cập             | 2024      | 11   | 2   |
| Ai Cập             | 2025      | 2    | 0   |
| Tổng cộng          | Tổng cộng | 37   | 6   |

Tỷ số và kết quả liệt kê bàn thắng của Ai Cập được để trước, cột tỷ số cho biết tỷ số sau mỗi bàn thắng của Marmoush.
| # | Ngày                | Địa điểm                                                  | Đối thủ    | Bàn thắng | Kết quả | Giải đấu                            |
| - | ------------------- | --------------------------------------------------------- | ---------- | --------- | ------- | ----------------------------------- |
| 1 | 8 tháng 10 năm 2021 | Sân vận động Borg El Arab, Borg El Arab, Ai Cập           | Libya      | 1–0       | 1–0     | Vòng loại FIFA World Cup 2022       |
| 2 | 27 tháng 9 năm 2022 | Sân vận động Borg El Arab, Borg El Arab, Ai Cập           | Liberia    | 1–0       | 3–0     | Giao hữu                            |
| 3 | 24 tháng 3 năm 2023 | Sân vận động 30 tháng 6, Cairo, Ai Cập                    | Malawi     | 2–0       | 2–0     | Vòng loại Cúp bóng đá châu Phi 2023 |
| 4 | 28 tháng 3 năm 2023 | Sân vận động Quốc gia Bingu, Lilongwe, Malawi             | Malawi     | 2–0       | 4–0     | Vòng loại Cúp bóng đá châu Phi 2023 |
| 5 | 18 tháng 1 năm 2024 | Sân vận động Félix Houphouët-Boigny, Abidjan, Bờ Biển Ngà | Ghana      | 2–2       | 2–2     | Cúp bóng đá châu Phi 2023           |
| 6 | 6 tháng 9 năm 2024  | Sân vận động quốc tế Cairo, Cairo, Ai Cập                 | Cabo Verde | 2–0       | 3–0     | Vòng loại Cúp bóng đá châu Phi 2023 |

## Danh hiệu
VfL Wolfsburg II
- Regionalliga Nord: 2018–19

Ai Cập
- Á quân Cúp bóng đá châu Phi: 2021[21]

Cá nhân
- Cầu thủ Bundesliga xuất sắc nhất tháng: Tháng 9 năm 2024[28]
- Cầu thủ tân binh Bundesliga xuất sắc nhất tháng: Tháng 9 năm 2021, tháng 3 năm 2022